# Založba Sanje
La Editorial Sanje (en español Sueños) es una prestigiosa editorial eslovena conocida por publicaciones de libros de ficción y no ficción para adultos y niños.

## Historia
El primer proyecto editorial de Sanje en 1997 fue un libro de poesía escrito por el entonces olvidado y ahora aclamado artista esloveno Frane Milčinski – Ježek. Desde entonces el objetivo principal de su producción han sido literatura y música de calidad. En más de diez años que han pasado desde su fundación, la Editorial Sanje ha llevado al cabo numerosos proyectos con mucho éxito.

## Los más destacados logros recientes
- Premio Nacional al mejor diseño de un libro por tres años consecutivos;
- Premio Nacional al mejor libro debut del año 2006:
- la octava edición de FESTIVAL SANJE (festival al aire libre sin fines de lucro de música y literatura alternativas, presentando lo mejor de proyectos innovativos y creativos)
- exitosa promoción nacional e internacional del aclamado escritor esloveno Vladimir Bartol (ahora uno de escritores eslovenos más célebres y vendidos);
- primera traducción de una novela directamente del japonés al esloveno (Tokio Blues (Norwegian Wood) de Haruki Murakami)
- traducciones de El castillo blanco (2005), Nieve (2006) y Estambul (2007) de Orhan Pamuk, ganador del Premio Nobel de Literatura:
- una de sus mejores producciones es indudablemente la colección internacional de audiolibros con poesía escrita por el poeta esloveno, France Prešeren (con intérpretes conocidos mundialmente como Vanessa Redgrave, Katrin Cartlidge, Marjana Lipvšek, Simon Callow, Blixa Bargeld, etc.)
- primera traducción completa de Fausto de J.W. Goethe por uno de los traductores eslovenos más prestigiosos;
- la serie »novelas africanas«, la única serie de este tipo en Eslovenia; la serie fue comenzada en 2004 y abarca una gama de autores africanos clásicos y contemporáneos,
- la Editorial Sanje trabaja activamente también en el ámbito internacional, representando a muchos de los más prestigiosos escritores eslovenos en Europa y otros países (Vladimir Bartol, Desa Muck, Breda Smolnikar y muchos otros) – Publisher's International Website.

## Marcas/Ediciones
- Roman SANJE (Novela Sanje)
- Dokumenta (Barack Obama, Martin Luther King, Jr., Ernesto Che Guevara, Sven Lindqvist, Carla del Ponte, ...)
- TIGR (pensadores radicales y sociales: Noam Chomsky, Tiziano Terzani,...)
- KONTINENTI (Continentes)
- Sanjska knjigica (Libros para niños)
- Glasbena zbirka SANJE (marca de música)
- Zbirka zvočnih knjig SANJE (audiolibros)

## Festival Sanje (Festival Sueños)
Festival Sanje está organizado por la Asociación para promoción de cultura y organización de eventos culturales, FESTIVAL SANJE (brevemente: Asociación FESTIVAL SANJE) en cooperación con la Editorial Sanje, personas responsables para el programa y socios locales – Asociación VsemuKos de Novo Mesto (Mundo de Sueños en Salón de té Svet, Novo mesto), Asociación KŠK y Asociación Igrišče (Festival Sanje bajo Krvavec).
El objetivo del festival es aumentar actividades veraniegas con programa de calidad compuesto por todos tipos de cultura y ciencias. Mucha énfasis está puesta especialmente a la música autorial, literatura de calidad y divertidos y educativos programas para los niños. Al mismo tiempo el festival intenta presentar los mejores artistas, intérpretes y proyectos del país y del mundo a un público muy amplio.
El lugar principal de Festival Sanje sigue siendo el Parque Zvezda en el centro de la capital, donde el festival ha tenido lugar desde sus inicios. En los últimos tres años una parte del festival se organiza también bajo los árboles en Dvorje en Cerklje na Gorenjskem.